# Gromada w Perseuszu

Centralny region Gromady w Perseuszu, galaktyka NGC 1257, mozaika zdjęć w różnych długościach fal: widzialnych (Hubble), radiowych (VLA) i rentgenowskich (Chandra)

Gromada w Perseuszu (również Abell 426) – masywna gromada galaktyk znajdująca się w konstelacji Perseusza, w odległości 230 mln lat świetlnych od Ziemi. Gromada ta otrzymała klasę obfitości 2, gdyż zawiera ponad tysiąc galaktyk. Gromada w Perseuszu należy do Supergromady w Perseuszu-Rybach i jest jej głównym składnikiem.
W gromadzie Abell 426 dominują głównie duże galaktyki eliptyczne i soczewkowate, zawiera ona jednak również wiele galaktyk spiralnych. Galaktyki gromady są otoczone obłokiem gazu o temperaturze sięgającej milionów stopni. Dominującą galaktyką w gromadzie jest NGC 1275.
Gromada w Perseuszu była obiektem wielu badań. J. Brunzendorf i H. Meusinger w 1999 roku stworzyli główny katalog galaktyk wchodzących w skład gromady. Na tej podstawie Richard Powell wykonał mapę gromady w Perseuszu.
Gromada w Perseuszu została również dokładnie zbadana w zakresie promieniowania rentgenowskiego oraz fal radiowych. Silnym radioźródłem oraz potężnym źródłem promieniowania rentgenowskiego jest duża galaktyka NGC 1275 zwana odpowiednio Perseusz A lub 3C 84. Galaktyka ta jest źródłem pióropuszy gazu ciągnących się na 300 tysięcy lat świetlnych. Na zdjęciach wykonanych teleskopem Chandra pióropusze okazały się regionami o małym ciśnieniu gazu, które jest skutkiem zastąpienia gazu przez niewidoczne wysokoenergetyczne cząstki. Cząstki te są prawdopodobnie generowane w dżetach powstających w sąsiedztwie supermasywnej czarnej dziury. Powstające w ten sposób wysokoenergetyczne bąble łączą się i powiększają, tworząc, już w znacznym oddaleniu od czarnej dziury, gigantyczne pióropusze. Oddziaływania czarnej dziury tworzą fale dźwiękowe, które podgrzewają gaz w wewnętrznych regionach gromady nie dopuszczając do jego stygnięcia i do procesu gwałtownego tworzenia się gwiazd. Skutkiem tego procesu wzrost centralnej galaktyki gromady NGC 1275 został zahamowany.